# 谷村友一
谷村 友一（たにむら ともいち、1927年8月22日 - 2022年7月31日）は、日本のプロ野球審判員。所属はセントラル・リーグ。京都府出身（出生地はアメリカ・ニューヨーク）。

## 来歴・人物
1927年、父親の駐在先であるニューヨークで生まれる。5歳で帰国した。
旧制同志社中学（現：同志社高校）、同志社大学から極東商事（現：三菱商事入社。選手時代は二塁手で、甲子園出場は無いが、大学では4年生時に主将を務め、1950年秋のリーグ優勝に貢献し、最高殊勲選手賞を受賞している。
また、1952年に社会人野球チーム・京都クラブで第23回都市対抗野球大会への出場経験がある。
大学卒業後、24歳から旧関西六大学野球と高校野球で審判員を務め、1955年から甲子園大会も担当。高校野球審判員として春夏合わせて合計8回甲子園出場を果たす。三菱商事に勤務しながらの実績であった。
1959年にセ・リーグ審判部入局。1986年までプロ野球審判員を務め、通算3026試合出場。オールスターゲーム6回出場、日本シリーズ11回出場。1976年から1979年までは関西審判部の主任を務め、1980年には新設された審判部副部長に就任し、1985年まで務めた。1987年から1994年に退職するまでは専任指導員。転じた翌年にセ・リーグが袖番号を採用しているが、指導員であるため当時一番大きい番号である32をつけた。セ・リーグの指導員が袖番号を所有するのはこの先例があるためである。
引退までアウトサイドプロテクターを使用し続けたが、立ちながら構える。
その後はプロ野球マスターズリーグで審判員を務めた。
2022年7月31日、新型コロナウイルス感染により兵庫県川西市の病院で死去。94歳没。
2024年1月18日、公益財団法人野球殿堂博物館が選出する野球殿堂の特別表彰委員会において、選出され野球殿堂入りとなった。

## 谷村審判員が立ち会った有名な試合
- 1958年 第40回記念夏の甲子園準々決勝第4試合、徳島商‐魚津（富山県）戦で3塁塁審。
- 1973年10月22日、甲子園球場での阪神-巨人最終戦で球審。巨人がV9を達成した試合で、終了直後に暴徒と化した観衆がグラウンドに乱入したことでも知られる。
- 1974年10月12日、中日が巨人のV10を阻止した中日球場での対大洋戦で球審。
- 1978年10月22日、後楽園球場でのヤクルト対阪急の日本シリーズ第7戦で2塁塁審。
- 1983年10月3日、浜松球場での巨人対広島戦で松本匡史が盗塁セリーグ新記録のときに球審。